# Vexillum appelii
Vexillum appelii is een slakkensoort uit de familie van de Costellariidae. De wetenschappelijke naam van de soort is voor het eerst geldig gepubliceerd in 1874 door Jickeli.